# Kreisamt Altenburg
Das Amt Altenburg, ab dem 18. Jahrhundert auch Kreisamt Altenburg genannt, war eine territoriale Verwaltungseinheit der Ernestinischen Herzogtümer. Ursprünglich ein Teil des Pleißenlands, gehörte es von 1485 bis 1547 den Ernestinern, danach bis 1554 kurzzeitig den Albertinern und anschließend wieder den Ernestinern. Von 1572 bis 1603 gehörte es zum Herzogtum Sachsen-Weimar, ab 1603 zum Herzogtum Sachsen-Altenburg und ab 1672 zum Herzogtum Sachsen-Gotha-Altenburg, das 1680 bei einer Erbteilung stark verkleinert wurde. 1826 kam das Kreisamt Altenburg zum wieder gegründeten Herzogtum Sachsen-Altenburg.
Bis zur Verwaltungs- und Gebietsreform des Herzogtums Sachsen-Altenburg im Jahr 1854 und der damit verbundenen Auflösung bildete das Amt den räumlichen Bezugspunkt für die Einforderung landesherrlicher Abgaben und Frondienste, für Polizei, Rechtsprechung und Heeresfolge.

## Geographische Lage

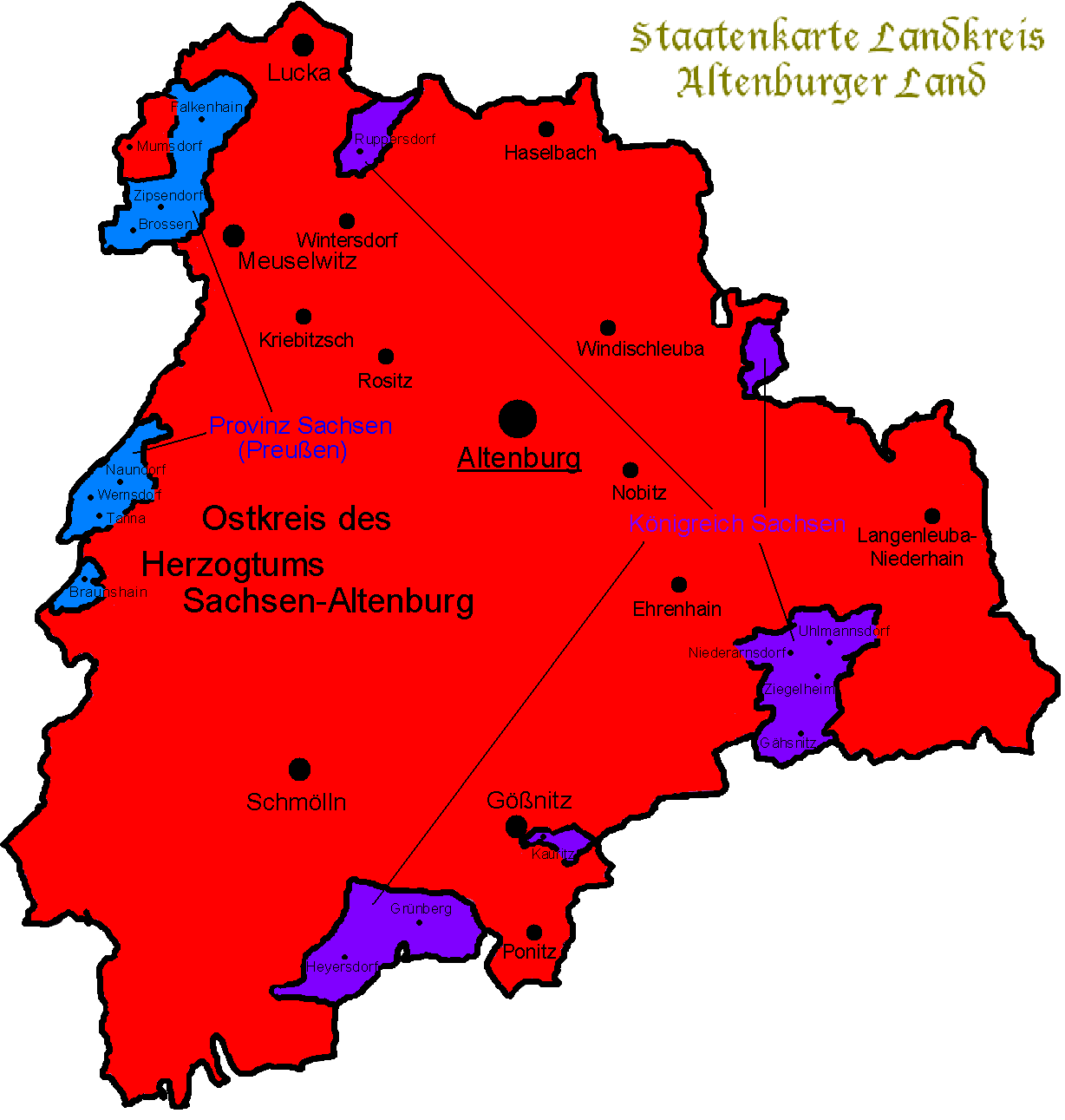
Staatenaufteilung des Altenburger Landes bis 1920

Das Gebiet des Kreisamts Altenburg liegt heute im äußersten Osten von Thüringen und gehört bezüglich der naturräumlichen Gliederung zum Altenburg-Zeitzer Lösshügelland, welches als Ackerhügelland Teil der Leipziger Tieflandsbucht ist. Lediglich die südwestlich gelegenen Gemeinden Thonhausen, Vollmershain und Posterstein werden zum Ronneburger Acker- und Bergbaugebiet gezählt und bilden somit das Mittelgebirgsvorland. Der größte Fluss im Amtsgebiet war die Pleiße mit ihren Nebenflüssen Sprotte und Wiera. Daneben durchquerte die Schnauder den nordwestlichen Bereich.
Das Kreisamt Altenburg bildete mit dem deutlich kleineren, südwestlich gelegenen Amt Ronneburg den östlichen Teil des Herzogtums Sachsen-Altenburg. Zum Kreisamt Altenburg gehörten die klar umgrenzten Exklaven Mumsdorf, Rußdorf und Neukirchen (altenb. Anteil) (an der Wiera), sowie Splitterflächen in Bocka, Gähsnitz/Jesenitz, Gosel, Waldsachsen und Thonhausen. Kursächsische Splitterflächen lagen bei Frohnsdorf, Gähsnitz/Jesenitz, Kauritz und Heiersdorf (Engertsdorf).
Das Amtsgebiet nimmt heute den größten Teil des Landkreises Altenburger Land im äußersten Osten des Freistaats Thüringen ein. Ein kleines Gebiet im Südwesten um Pölzig und Reichstädt gehört zum thüringischen Landkreis Greiz. Die Exklave Rußdorf und einige Orte im südlichen Amtsgebiet (Harthau, Köthel, Neukirchen, Niederwiera, Röhrsdorf, Untergötzenthal, Waldsachsen und Wickersdorf) gehören heute zum Landkreis Zwickau, Steinbach zum Landkreis Mittelsachsen und Thräna zum Landkreis Leipzig im Freistaat Sachsen.

## Angrenzende Verwaltungseinheiten
Situation bis zum Wiener Kongress 1815
- Nordwesten: hochstift-naumburgisches Amt Zeitz, Exklave des Amts Borna, Amt Pegau (alle zum Kurfürstentum Sachsen bzw. ab 1806 Königreich Sachsen)
- Norden: Amt Breitingen (zum hochstift-naumburgischen Amt Zeitz) (Kurfürstentum bzw. ab 1806 Königreich Sachsen)
- Nordosten: Amt Borna (Kurfürstentum bzw. ab 1806 Königreich Sachsen)
- Osten und Südosten: Schönburgische Herrschaften und Exklave des Amts Borna (Kurfürstentum bzw. ab 1806 Königreich Sachsen)
- Süden: Amt Zwickau (Kurfürstentum bzw. ab 1806 Königreich Sachsen)
- Südwesten: Amt Ronneburg (1572 zum Herzogtum Sachsen-Weimar, 1603 zum Herzogtum Sachsen-Altenburg, 1672–1680 und ab 1707 zum Herzogtum Sachsen-Gotha-Altenburg, 1680–1707 zum Herzogtum Sachsen-Eisenberg)
- Westen: Herrschaft Gera (Fürstentum Reuß-Gera)

Situation nach dem Wiener Kongress 1815
- Nordwesten: Landkreis Zeitz (Königreich Preußen, Provinz Sachsen)
- Norden: Ämter Pegau und Borna (Königreich Sachsen)
- Nordosten: Amt Borna (Königreich Sachsen)
- Osten: Amt Rochlitz und Exklave des Amts Borna (Königreich Sachsen) (ab 1835)
- Südosten: Schönburgische Herrschaften (Königreich Sachsen)
- Süden: Amt Zwickau (Königreich Sachsen)
- Südwesten: Amt Ronneburg (Herzogtum Sachsen-Altenburg)
- Westen: Herrschaft Gera (Fürstentum Reuß-Gera)

Exklaven
- Die Exklave Mumsdorf bei Meuselwitz lag bis 1815 im hochstift-naumburgischen Amt Zeitz, danach im preußischen Landkreis Zeitz der Provinz Sachsen
- Die Exklave Rußdorf bei Limbach-Oberfrohna lag zwischen den Schönburgischen Herrschaften im Westen und dem sächsischen Amt Chemnitz im Osten
- Die Exklave Neukirchen (altenburg. Anteil) lag westlich von Waldenburg im Gebiet der Schönburgischen Herrschaften, die unter sächsischer Oberherrschaft standen

## Geschichte

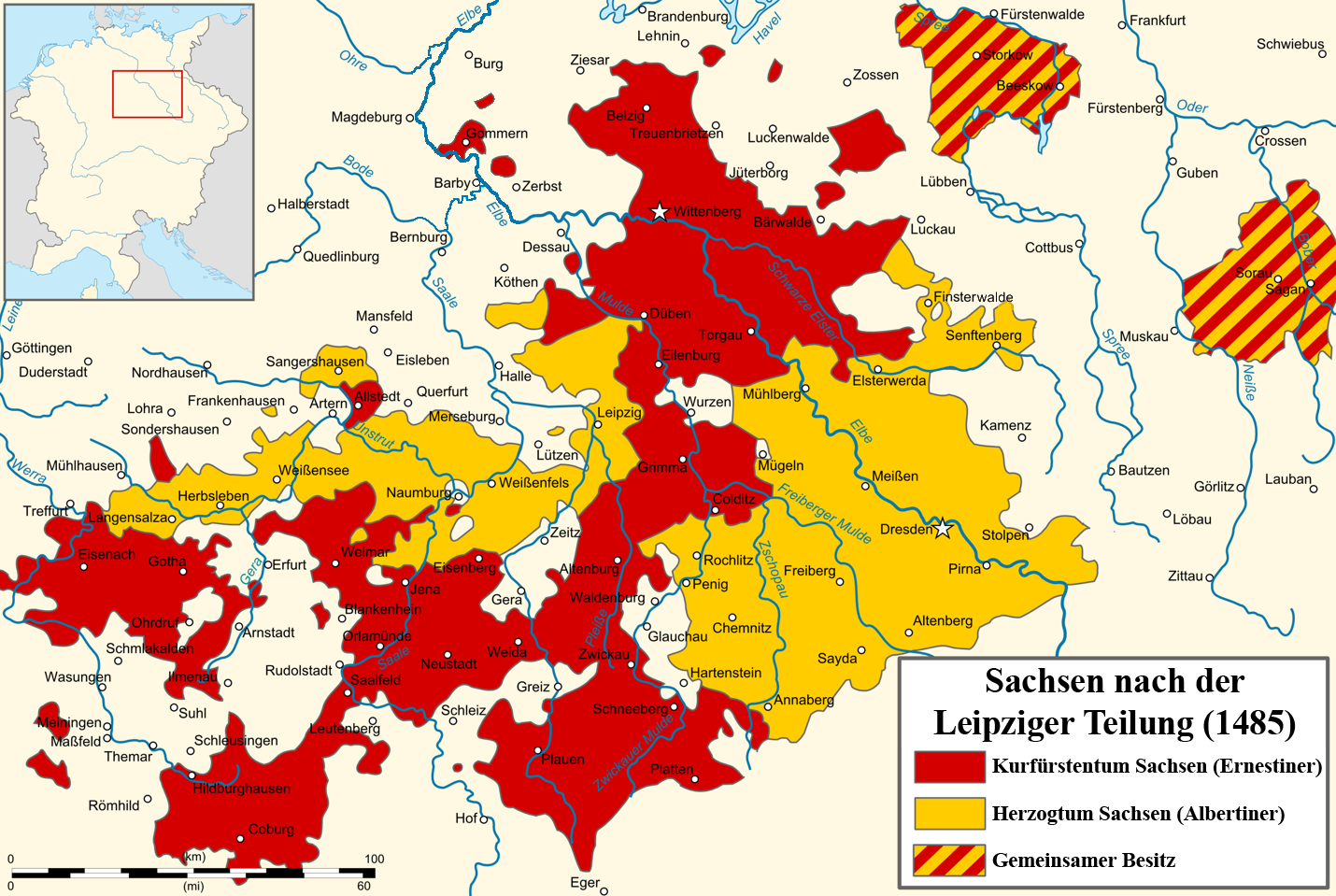
Aufteilung des wettinischen Territoriums bei der Leipziger Teilung 1485

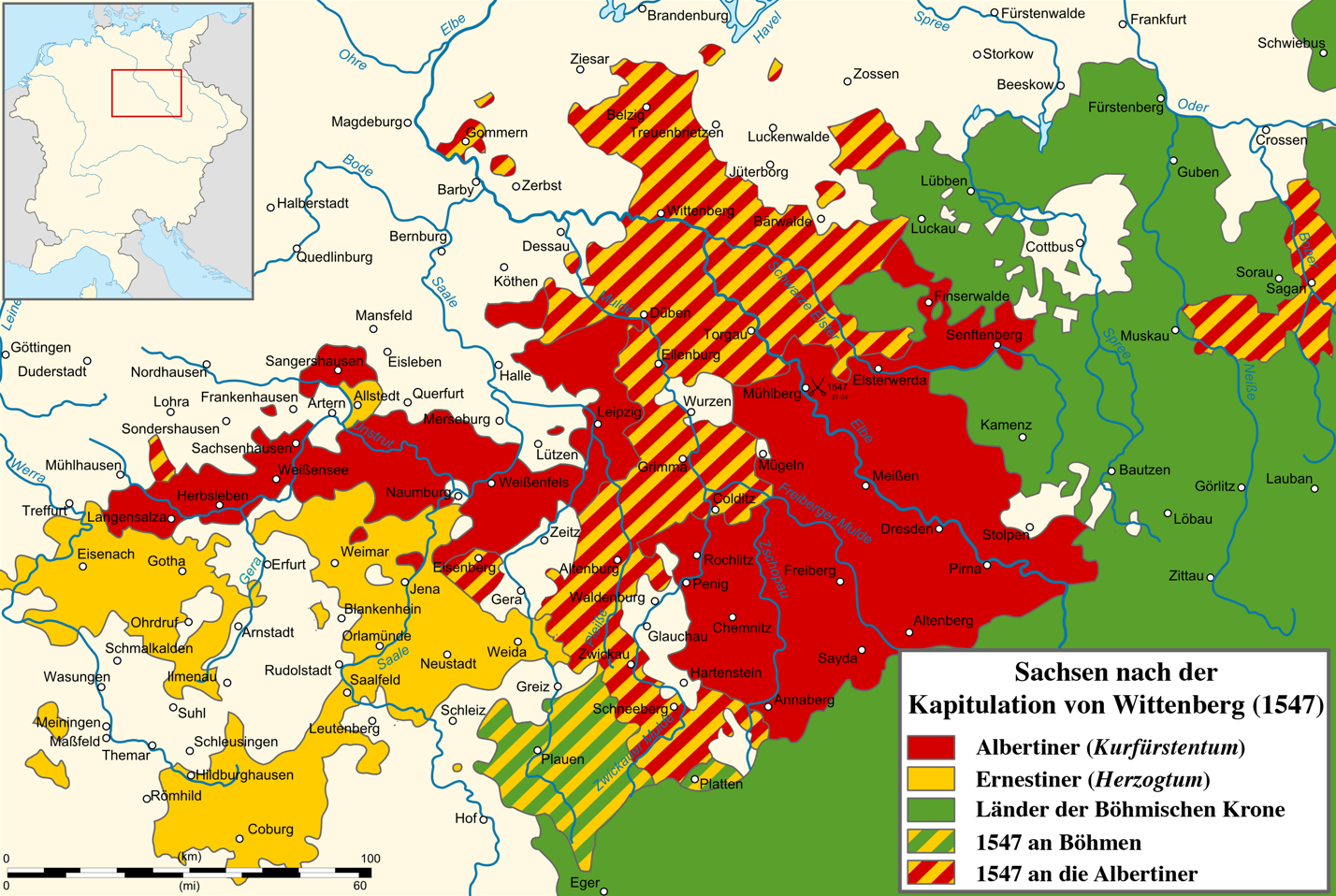
Gebietsänderungen in Sachsen und Thüringen nach der Wittenberger Kapitulation 1547

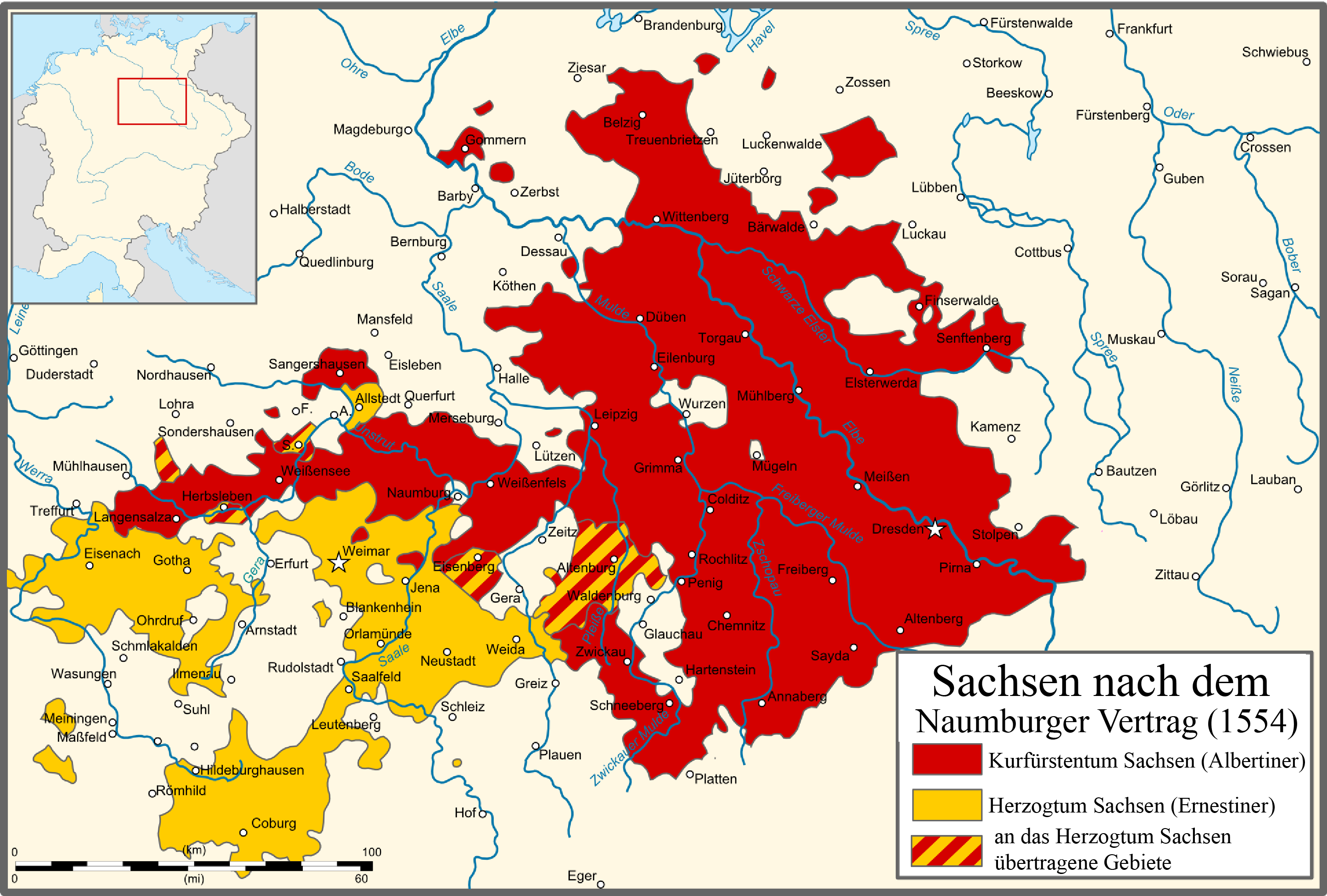
Die wettinischen Herzogtümer nach dem Naumburger Vertrag 1554

### Altenburg als Teil des Reichslands Pleißenland
Der Ursprung des Amts Altenburg reicht bis ins Mittelalter zurück. Die erstmalige urkundliche Erwähnung des Orts und der Burg Altenburg erfolgte im Jahr 976 nach der Slawenunterwerfung östlich der Elbe-Saale-Linie seit dem Jahr 928 durch Heinrich I. und der Gründung der Markgrafschaft Meißen. Am 1. August 976 schenkte Kaiser Otto II. die Siedlung Altenburg dem Bistum Zeitz. Nach den Eroberungen des Königs Heinrich I. gehörte Altenburg seit dem 10. Jahrhundert als Teil des Pleißenland (terra plisnensis) benannten Gebiets, auch als "Gau Plisni" bzw. "Pleißengau" bekannt, zum Reichsgut des Heiligen Römischen Reiches.
Zur Zeit der Herrschaft des Kaisers Lothar III. wurde im Jahr 1132 erstmals die Kaiserpfalz Altenburg als castrum Plysn erwähnt, die durch den ab 1152 amtierenden Kaiser Friedrich I. (Barbarossa) ausgebaut wurde. Er hielt sich zwischen 1165 und 1185 sechsmal hier auf. Die Kaiserpfalz war der Grund, dass sich aus der unmittelbar bei der Pfalz befindlichen Siedlung eine Stadt entwickelte, die den Namen Altenburg trug. Die vorbeiführende Reichsstraße Via Imperii trug zur Ansiedlung von Handwerkern und Kaufleuten bei. Zur Sicherung und Verwaltung des königlichen Gutes in und um die Kaiserpfalz Altenburg ließ König Konrad III. im Jahr 1147 die Burggrafschaft Altenburg einrichten. Deren Amtsträger, die Burggrafen von Altenburg, beteiligten sich im Zuge der reichsländischen  Kolonisation im Raum Altenburg, Leisnig/Colditz, um Frohburg/Flößberg (Flügelsberg) und im Raum Zinnberg/Penig an der Zwickauer Mulde. Dadurch erlangte die Familie von Altenburg erheblichen herrschaftlichen Zuwachs.
Die wirkliche Umwandlung des Pleißenlandes in ein Reichsland kann erst um 1165 festgemacht werden. Dies ging mit einem intensiven Ausbau des Pleißenlandes selber und einer forcierten Städteentwicklung einher. 1165 wurde das Augustiner-Chorherrenstift „Unser Lieben Frauen auf dem Berge vor Altenburg“ (Bergerkloster) durch Kaiser Barbarossa in Altenburg errichtet und 1172 geweiht. Zwei weitere Klöster entstanden 1238 mit dem Franziskanerkloster am westlichen Ende der Stadt und vor 1245 mit dem Nonnenkloster der Magdalenerinnen (Weißfrauen). Außerdem existierte in Altenburg noch die seit 1221 nachgewiesene Kommende Altenburg des Deutschen Ordens, die zur Deutschordensballei Thüringen gehörte.
Aus dem Lehnsbesitz, den die Burggrafen von Altenburg vorher vom Reich erhalten hatten, verschenkten sie im 13. und 14. Jahrhundert zahlreiche Güter in Orten des Altenburger Raums u. a. an das Bergerkloster zu Altenburg, an die Deutschordenskommende Altenburg und an das Kloster Buch bei Leisnig.

### Schrittweiser Übergang an die Wettiner bis 1329
Im Kontext der Auseinandersetzung des Kaisers Friedrich II. mit dem Papsttum im Jahr 1242 und der damit verbundenen Suche um Verbündete, stand die 1243 erfolgte Verpfändung des Pleißenlands an die Wettiner. Dieses war Mitgift der Kaisertochter Margaretha, die im Jahr 1243 mit Albrecht (späterer Landgraf von Thüringen und Markgraf von Meißen), dem Sohn des Markgrafen Heinrich des Erlauchten, verlobt wurde. Nachdem die Wettiner in den Jahren 1252/53 ihre Ansprüche auf die Pfandschaft deutlich machten, kam das Pleißenland mit der Vermählung zwischen Albrecht und Margaretha im Jahr 1255 endgültig in wettinischen Besitz.
Ein Versuch des Königs Albrecht I. von Habsburg, die Markgrafschaft Meißen als Lehen wieder an sich zu ziehen, scheiterte 1307 mit der Schlacht bei Lucka. Dadurch sicherte der Markgraf Friedrich der Freidige die Herrschaft des Hauses Wettin in Mitteldeutschland. Im Jahr 1311 wurde ihm die Schutzherrschaft über das Pleißenland zugesprochen und 1329 durch den König offiziell anerkannt. Im Jahr 1324, noch zu Lebzeiten des letzten Burggrafen von Altenburg, wurde das in seinen Rechten und Einkommen stark verringerte Altenburger Burggrafenamt durch König Ludwig dem Bayern der Lehnshoheit seines aus dem Haus Wettin stammenden Schwiegersohnes, Markgraf Friedrich dem Ernsthaften unterstellt. Mit dem 1329 erfolgten Tod des Burggrafen Albrecht IV. von Altenburg wurde durch ein kaiserliches Diplom der Übergang des Altenburger Burggrafenamts an die Wettiner bestätigt. Seit dieser Zeit wurde Altenburg als ein fester Bestandteil des Pleißenlands angesehen. Altenburg gehörte nun zur Markgrafschaft Meißen und somit zum wettinischen Besitz. Die Haus- und Privatgüter der Burggrafen von Altenburg gingen 1329 im Erbgang an die Familie der Burggrafen von Leisnig über.

### Die Pflege Altenburg bis zum Naumburger Vertrag 1554

Herzogtum Sachsen-Gotha-Altenburg (1680–1826) mit dem Amt Altenburg (ganz rechts)

Nach dem Übergang des Reichsguts im Altenburger Land in den grundherrlichen Besitz der Wettiner wurde dieses durch das markgräfliche "Amt Altenburg" verwaltet, für das bis in die Mitte des 16. Jahrhunderts der Begriff "Pflege Altenburg" üblich war. Bis in diese Zeit gehörte ein Teil des Kohrener Lands, d. h. die Orte Frohburg, Benndorf, Eschefeld, Greifenhain, Kohren, Sahlis, Gnandstein, Altmörbitz und Bocka (sächs. Anteil) dazu. Markgraf Friedrich der Strenge erneuerte 1356 das Altenburger Stadtrecht. Der Name "Pleißnerland" für die Gegend wurde nach 1384 durch den Begriff "Osterland" verdrängt. Anstelle der früheren Altenburger Pfalzkapelle St. Georg wurde um 1400 die Schlosskirche St. Georg erbaut, die man im Jahr 1412 zur Stiftskirche erhob. 1413 wurde das Kollegiatstift St. Georg in Anwesenheit des Bischofs von Merseburg geweiht. Die Landesherren versahen das Kollegiatstift St. Georg mit ansehnlichen Zinsen, Fronen und Lehen.
Die 1423 im Kurfürstentum Sachsen aufgegangene Markgrafschaft Meißen wurde bei der  Leipziger Teilung 1485 zwischen den Brüdern Ernst und Albrecht geteilt. Stadt und Pflege Altenburg kamen dabei an das ernestinische Kurfürstentum Sachsen.
Die Einführung der Reformation im Jahr 1522 leitete in Altenburg das Ende der bestehenden Klöster ein. 1533 wurde das St. Georgenstift aufgelöst, das Bergerkloster folgte 1543. Das Kloster Buch bei Leisnig, welches ebenfalls Besitzungen im Altenburger Land hatte, war bereits 1525 aufgelöst worden. Während die meisten ehemals klösterlichen Besitzungen von den wettinischen Landesherren eingezogen wurden, entstand aus dem Besitz des Georgenstifts im Jahr 1539 zunächst ein eigenes Amt. Nachdem die Burggrafen von Leisnig im Jahr 1538 ausgestorben waren, fiel ihr von den Burggrafen von Altenburg geerbter Besitz im Altenburger Land an die Wettiner und wurde ins Amt Altenburg integriert.
Nach der Wittenberger Kapitulation 1547 kam das Amt Altenburg vorübergehend zu den Albertinern, die von den Ernestinern die Kurwürde erhalten hatten. Durch die nun notwendige Verwaltungsreform wurde das Amt Altenburg dem Leipziger Kreis im albertinischen Kurfürstentum Sachsen zugeteilt. Durch den Naumburger Vertrag wurde das Amt Altenburg im Jahr 1554/57 wieder den Ernestinern übergeben.
Dabei verblieb die Stadt Kohren bei den Albertinern und gehörte seit 1557 zum kursächsischen Amt Borna. Auch die Orte Frohburg, Benndorf, Eschefeld, Greifenhain, Sahlis, Gnandstein, Altmörbitz und Bocka (sächs. Anteil) gehörten seit Mitte des 16. Jahrhunderts zum Amt Borna.

### Das Amt/Kreisamt Altenburg seit dem Naumburger Vertrag 1554 bis 1826

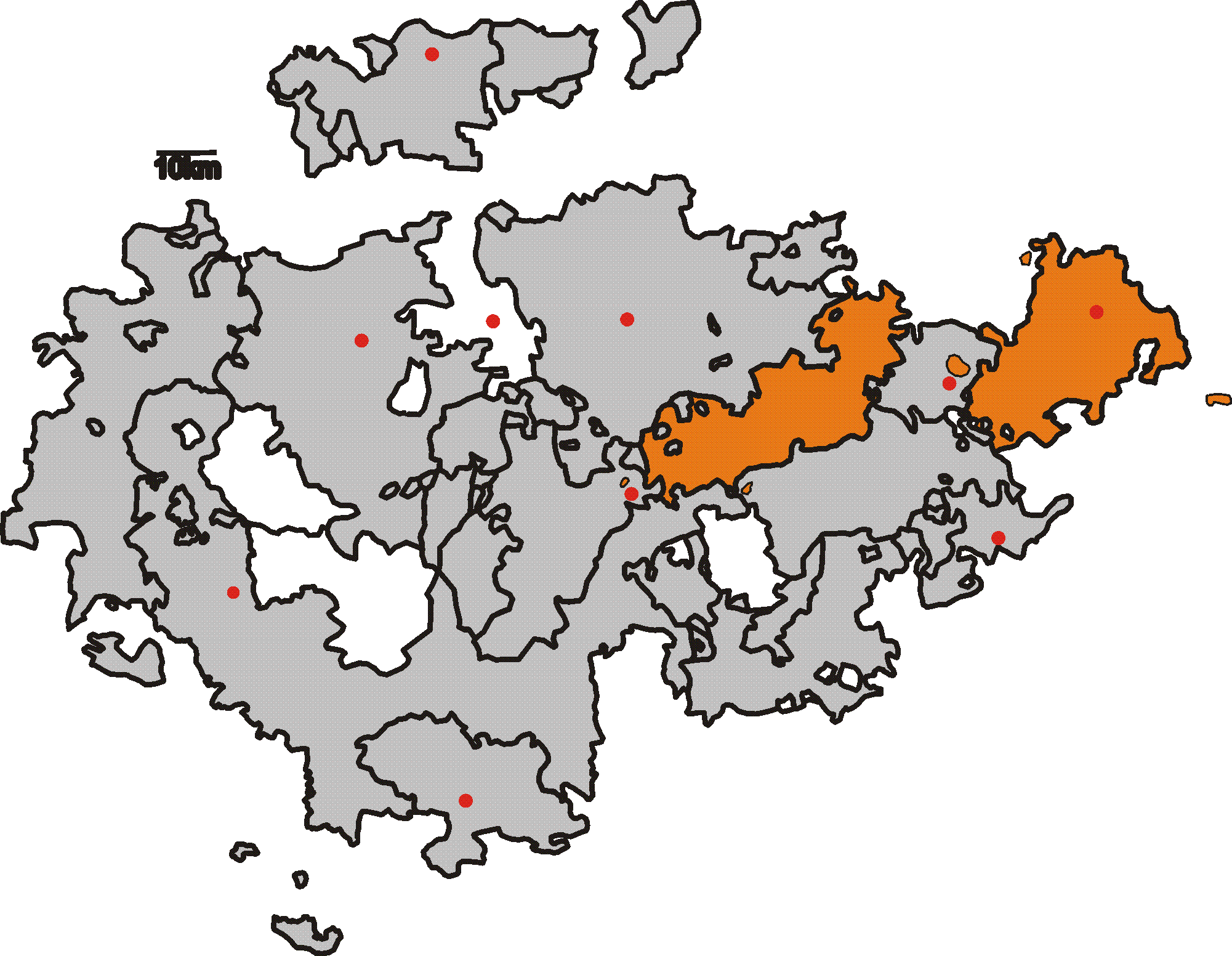
Herzogtum Sachsen-Altenburg (1826–1918)

Bei der Erfurter Teilung des ernestinischen Herzogtums Sachsen im Jahr 1572 kam das Amt Altenburg an das Herzogtum Sachsen-Weimar. Herzog Johann von Sachsen-Weimar unterstelle die in seinem Besitz stehenden Ämter Altenburg, Eisenberg und Ronneburg im Jahr 1591 dem Hofmarschall und Amtshauptmann Carl von Friesen, der sie bis zu seinem Tod im Jahr 1599 verwaltete. Nach der Säkularisation der Deutschordenskommende Altenburg im Jahr 1594 wurden die Gebäude an die Herzöge Johann und Friedrich Wilhelm I. von Sachsen-Weimar verkauft und die Güter durch das „Deutsch-Ordens-Haus-Amt“ verwaltet.
Durch die Teilung des Herzogtums Sachsen-Weimar im Jahr 1603 wurde das Amt Altenburg das Hauptgebiet des abgetrennten Herzogtums Sachsen-Altenburg. Vermutlich in diesem Jahr erfolgte die Vereinigung der Besitzungen des St.-Georgen-Amts zu Altenburg mit dem Amt Altenburg, während das Deutsch-Ordens-Haus-Amt weiterhin als eigenständiges Amt geführt wurde. Nachdem die ältere Linie Sachsen-Altenburg im Jahr 1672 ausstarb, wurde das Amt Altenburg bei der nun erfolgten Landesteilung dem Herzogtum Sachsen-Gotha zugeteilt, welches sich seitdem Sachsen-Gotha-Altenburg nannte.
Bereits 1680 wurde das Gebiet des Herzogtums Sachsen-Gotha-Altenburg im Gothaer Hauptrezess auf sieben Herzogtümer aufgeteilt, wodurch das Amt Altenburg seitdem zum stark verkleinerten Herzogtum Sachsen-Gotha-Altenburg gehörte. 1757 erfolgte die Verbindung des Deutsch-Ordens-Haus-Amts mit dem Amt Altenburg, jedoch wurden die Finanzen des ersteren bis 1844 eigenständig verwaltet. Das Amt Altenburg führte ab dem 18. Jahrhundert die Bezeichnung "Kreisamt Altenburg". Es gehörte zum „Altenburgischen Kreis“ des Herzogtums. Zwischen 1706 und 1744 wurde die Burg Altenburg durch die Herzöge Friedrich II. und Friedrich III. zum Schloss Altenburg ausgebaut.

### Das Kreisamt Altenburg von 1826 bis zur Auflösung 1854

Die Landratsämter Altenburg und Ronneburg

1825/26 kam es nach dem Aussterben der Linie Sachsen-Gotha-Altenburg zu einer Neuordnung der Ernestinischen Herzogtümer. Dabei wurde das Kreisamt Altenburg durch den Teilungsvertrag zu Hildburghausen dem neu gegründeten Herzogtum Sachsen-Altenburg zugeordnet. 1832 wurde die „Kreishauptmannschaft Ostkreis“, auch „Altenburgischer Kreis“ genannt, als übergeordnete Verwaltungsbehörde für die im Ostteil des Herzogtums liegenden Ämter Altenburg und Ronneburg geschaffen. Das Kreisamt Altenburg bestand als untere Verwaltungs- und Justizbehörde im Ostkreis des Herzogtums Sachsen-Altenburg bis zur Verwaltungsreform im Jahre 1854, bei der es auf die Gerichtsämter Altenburg I, Altenburg II, Lucka, Schmölln und das Stadtgericht Altenburg aufgeteilt wurde.
1876 wurden die Verwaltungsbefugnisse an die Verwaltungsbezirke Altenburg und Schmölln abgegeben. Die juristischen Aufgaben der bis 1879 vereinigten Gerichtsämter Altenburg I und II, Lucka und des Stadtgerichts Altenburg gingen 1879 an das Amtsgericht Altenburg, die des Gerichtsamts Schmölln an das Amtsgericht Schmölln.

## Zugehörige Orte
Schriftsässige Städte
- Altenburg
- Schmölln

Amtssässige Städte
- Lucka
- Gößnitz

Altenburger Vorstädte
| - Entenplan - Frauenfelsgemeinde - Hinter der Mauer - Hinterm Schloss (Ober- und Untergemeinde) - Johannisvorstadt (Vorm Johannistor) | - Naschhausen (Unterm Schloss) - Neue Sorge - Ober- und Unterpauritz - Schmöllnsche Vorstadt - Steg | - Teichvorstadt - Unterm Berg (Ober- und Untergemeinde) - Weidicht |

Adlige Marktflecken
- Meuselwitz

Dörfer im heutigen Freistaat Thüringen
| - Altendorf - Altkirchen - Altpoderschau - Beerwalde - Beiern - Beiersdorf - Boderitz - Bohra - Borgishain - Bornshain - Brandrübel - Breesen - Breitenhain - Bünauroda - Burkersdorf (bei Kaimnitz) - Burkersdorf (bei Schmölln) - Buscha - Dippelsdorf - Dobitschen | - Dobra - Dobraschütz - Dölzig - Drescha - Dreußen - Drogen - Drosen - Ehrenberg - Ehrenhain - Falkenau - Fichtenhainichen - Flemmingen - Fockendorf - Frankenau - Garbisdorf - Garbus mit Klausa - Gardschütz - Gerstenberg - Gieba - Gimmel | - Gleina - Gnadschütz - Gödern - Gödissa - Göhren - Goldschau - Göldschen - Göllnitz - Göpfersdorf - Gorma - Gösdorf - Graicha - Greipzig - Gröba - Großbraunshain - Großmecka - Großröda - Großstechau - Großstöbnitz - Großtauschwitz - Guteborn | - Hainichen - Hartha - Hartroda - Haselbach - Hauersdorf - Heiersdorf - Heiligenleichnam - Heukendorf - Hinteruhlmannsdorf - Illsitz - Ingramsdorf - Jauern - Jückelberg - Kaimnitz - Kakau - Kauerndorf - Kertschütz - Klausa - Kleinmecka - Kleinmückern | - Kleinröda - Kleinstechau - Kleinstöbnitz - Kleintauscha - Kleintauschwitz - Kleintreben - Knau - Koblenz - Kosma - Kostitz - Köthenitz - Kotteritz - Kraasa - Kraschwitz - Kratschütz - Krebitschen - Kreutzen - Kriebitzsch - Kröbern - Kummer - Kürbitz | - Langenleuba-Niederhain - Leesen - Lehma - Lehndorf - Lehnitzsch - Löbichau - Lohma an der Leina - Lohma (bei Schmölln) - Löhmigen - Löpitz - Lossen - Lumpzig - Lutschütz - Maltis - Mehna - Merlach - Meucha - Misselwitz - Mockern | - Mockzig - Modelwitz - Mohlis - Monstab - Mumsdorf (Exklave) - Münsa - Naundorf - Neubraunshain - Neuenmörbitz - Neupoderschau - Niederleupten - Nirkendorf - Nitzschka - Nöbden - Nöbdenitz - Nobitz - Nödenitzsch - Nörditz - Oberarnsdorf - Oberkossa | - Oberleupten - Oberlödla - Obermolbitz - Oberzetzscha - Paditz - Pahna - Pähnitz - Petsa - Pfarrsdorf - Pflichtendorf - Platschütz - Plottendorf - Podelwitz - Pöhla - Pölzig - Ponitz - Pontewitz - Pöppschen - Posa - Poschwitz - Pöschwitz | - Posterstein - Prehna - Priefel - Primmelwitz - Prisselberg - Prößdorf - Rasephas - Raudenitz - Rautenberg - Reichstädt - Remsa - Rodameuschel - Rödigen - Rolika - Romschütz - Rositz - Röthenitz - Runsdorf - Saara - Sachsenroda - Schelchwitz | - Schelditz - Schlauditz - Schlöpitz - Schloßig - Schnauderhainichen - Schömbach - Schönhaide - Schönhain - Schwanditz - Selka - Selleris - Serbitz - Sommeritz - Starkenberg - Steinsdorf - Steinwitz - Stünzhain - Tannenfeld - Taupadel - Tautenhain - Tegkwitz | - Thal - Trebanz - Treben - Trebula - Unterlödla - Untermolbitz - Unterzetzscha - Untschen - Vollmershain - Waltersdorf - Weißbach - Wettelswalde - Wiesebach - Wiesenmühle - Wilchwitz - Wildenbörten - Windischleuba - Wintersdorf - Wolperndorf - Wüstenroda - Zagkwitz | - Zechau - Zehma mit Friedrichslust - Zschaiga - Zschaschelwitz - Zschechwitz - Zschernichen - Zschernitzsch (bei Altenburg) - Zschernitzsch (bei Schmölln) - Zschöpel - Zschöpperitz - Zumroda - Zürchau - Zweitschen |

Dörfer im heutigen Freistaat Thüringen, die nur anteilig ins Kreisamt Altenburg gehörten
- Bocka (altenburg. Anteil)
- Frohnsdorf (altenburg. Anteil)
- Gosel (altenburg. Anteil)
- Heiersdorf (bei Ziegelheim) (altenburg. Anteil)
- Hirschfeld (altenburg. Anteil) (altenburg. Anteil)
- Jesenitz (altenburg. Anteil von Gähsnitz)
- Kauritz (altenburg. Anteil)
- Teuritz (altenburg. Anteil)[21]

Dörfer im heutigen Freistaat Sachsen
- Köthel
- Niederwiera
- Röhrsdorf
- Rußdorf (Exklave)
- Untergötzenthal
- Thräna

Dörfer im heutigen Freistaat Sachsen, die nur anteilig ins Amt Altenburg gehören
- Harthau (altenburg. Anteil)
- Neukirchen (altenburg. Anteil)
- Niedersteinbach (altenburg. Anteil)
- Obersteinbach (altenburg. Anteil)
- Waldsachsen (altenburg. Anteil)
- Wickersdorf (altenburg. Anteil)

Burgen, Schlösser, Rittergüter und Vorwerke
| - Burg Breitenhain - Burg Langenleuba-Niederhain - Burg Posterstein - Schloss Löbichau - Schloss Meuselwitz - Schloss Oberlödla - Schloss Ponitz - Schloss Poschwitz - Schloss Windischleuba - Schlösschen Tannenfeld - Wasserschloss Dobitschen - Kammergut Wilchwitz | - Rittergut Gödissa - Rittergut Großröda - Rittergut Kostitz - Rittergut Lohma - Rittergut Löhmigen - Rittergut Lumpzig - Rittergut Maltis - Rittergut Nöbdenitz - Rittergut Podelwitz - Rittergut Pölzig - Rittergut Romschütz - Rittergut Schwanditz | - Rittergut Selka - Rittergut Sommeritz - Rittergut Starkenberg - Rittergut Tegkwitz - Rittergut Unterau - Rittergut Vollmershain - Rittergut Weißbach - Rittergut Zumroda - Rittergut Zürchau - Rittergut Zweitschen - Schloss Ehrenberg - Vorwerk Dorotheenhof in Posa |

Klöster
- Bergerkloster
- Georgenstift Altenburg